# Clermont Foot 63
Clermont Foot 63 – francuski klub piłkarski z siedzibą w Clermont-Ferrand, utworzony w 1984 r. pod nazwą Clermont Football Club, na skutek połączenia Stade clermontois z sekcją piłkarską Association sportive montferrandaise. Od sezonu 2024/2025 występuje w Ligue 2.
W latach 1997–2007 ostatni człon oficjalnej nazwy klubu nawiązywał do regionu Owernii (Clermont Foot Auvergne). W latach 2007–2013 dwa ostatnie człony nazwy nawiązywały zarówno do regionu, jak i departamentu Puy-de-Dôme, oznaczonego liczbą 63 (Clermont Foot Auvergne 63). Od 2013 r. ma miejsce nawiązanie wyłącznie do kodu-numeru departamentu Puy-de-Dôme (Clermont Foot 63).
Jedną z legend klubu jest polski napastnik – Andrzej Szarmach, pełniący w latach 1987–1989 funkcję grającego trenera, który w Clermont Football Club zakończył karierę zawodniczą, rozpoczynając jednocześnie pracę szkoleniową.

## Historia

### Początki
W 1905 r. grupa mieszkańców dzielnicy Clermont założyła wielosekcyjny klub sportowy (m.in. z sekcją piłkarską) o nazwie Stade clermontois (w skrócie: Stade Clermont) i barwach czerwono-niebieskich. 11 października 1911, Marcel Michelin wraz ze swoim kuzynem Jacques’em Hauvettem utworzyli wielosekcyjny Association sportive Michelin, działający przy fabryce Michelina w dzielnicy Montferrand o barwach żółto-niebieskich. W 1922 r. Związek Francuskich Towarzystw Sportowych (USFSA) zabronił organizacjom sportowym umieszczania w ich nazwach, marki firmy przemysłowej lub handlowej, bądź nazwiska założyciela, które stało się taką marką. Marcelowi Michelinowi zależało na zachowaniu akronimu ASM, w związku z czym klub został przemianowany na Association sportive montferrandaise (w skrócie: AS Montferrand). Jego wiodącą sekcją stała się sekcja rugby union (obecnie jednosekcyjny klub ASM Clermont Auvergne). Do wybuchu II wojny światowej, sekcja futbolowa AS Montferrand - podobnie jak Stade Clermont - występowała jedynie w rozgrywkach lokalnych i regionalnych Owernii.

### Wydzielenie sekcji piłkarskiej
W 1942 r. nastąpiło odłączenie się sekcji piłkarskiej od wielosekcyjnego Stade clermontois. Od tego momentu funkcjonowała ona jako autonomiczny podmiot, posiadający status klubu profesjonalnego, zachowując jednak swą pierwotną nazwę. W sezonie 1942/43 drużyna zajęła 13. miejsce w wojennych mistrzostwach Francji (grupy południowej), a w edycji 1944/45 tych samych rozgrywek – 4. miejsce grupy południowej. W 1945 r. Stade clermontois zakwalifikowało się do rozgrywek pierwszej po wojnie edycji Division 2 i w sezonie 1945/46 zadebiutowało na tym szczeblu, zajmując 6. miejsce grupy południowej. W tym samym sezonie odniosło również swój pierwszy znaczący sukces. Po zwycięstwie 4:1 nad pierwszoligowym Girondins Bordeaux w ćwierćfinale Pucharu Francji, uzyskał bowiem awans do półfinału, ulegając w nim 7:1 późniejszemu triumfatorowi Lille OSC. Sezon 1946/47 zespół ukończył na bezpiecznej 17. pozycji w końcowej tabeli Division 2. Jednak po zakończeniu rozgrywek - na skutek problemów finansowych - władze ligi odebrały Stade clermontois status klubu zawodowego, karnie relegując go ze szczebla centralnego. Od tego momentu drużyna grała jedynie w ligach lokalnych i regionalnych Owernii. Dopiero w 1966 r. Stade Clermont przestał być klubem amatorskim, a w sezonie 1970/71 wywalczył awans do Division 3. Z kolei AS Montferrand na trzeci szczebel ligowy awansował już w sezonie 1963/64 pod wodzą Julesa Sbroglii. Sezon 1983/84 obydwie ekipy z Clermont-Ferrand ukończyły w dolnej części tabeli centralnej grupy Division 3, co przyczyniło się do podjęcia decyzji o ich fuzji.

### Nowy klub
W czerwcu 1984 r. doszło do połączenia Stade clermontois z sekcją piłkarską Association sportive montferrandaise w wyniku czego utworzono Clermont Football Club, który przystąpił do rozgrywek Division 3 w miejsce pierwszej z nich, a w sezonie 1987/88 zajmując 3. miejsce w grupie centralnej, uzyskał awans do Division 2 (na dwóch pierwszych lokatach uplasowały się bowiem drużyny rezerwowe AJ Auxerre i Paris Saint-Germain). Po roku gry na tym szczeblu zespół spadł z powrotem do Division 3. W maju 1990 r., ze względu na kiepską sytuację finansową, klub ogłosił upadłość. Jednak już w czerwcu 1990 r. grupa osób skupiona wokół Yves’a Quinty’ego powołała Clermont Foot. W sezonie 1992/93 awansował on z Division Honneur (6. liga) do Championnat National 3 (5. ligi). Zespół kilkukrotnie dochodził do dalszych rund Pucharu Francji. W sezonie 1996/97 wyeliminował kolejno profesjonalne FC Martigues, FC Lorient i Paris Saint-Germain, odpadając dopiero w ćwierćfinale po przegranej w dogrywce 1:2 z OGC Nice. W sezonie 2001/02 wygrał rozgrywki Championnat National i po 55 latach przerwy powrócił na drugi szczebel ligowy. Latem 2009 r. funkcję trenera objął Michel Der Zakarian, który zajmował z drużyną kolejno 6., 7. i 5. miejsce w Ligue 2. 7 maja 2014 po raz pierwszy w historii francuskiego futbolu obowiązki szkoleniowe męskiego zespołu zawodowego przejęła kobieta – Portugalka Helena Costa, prowadząca wcześniej kobiece reprezentacje Kataru oraz Iranu. Po półtora miesiąca pracy (24 czerwca 2014) podała się jednak do dymisji, a 28 czerwca 2014 jej następczynią również została kobieta – była reprezentantka Francji Corinne Diacre. 1 września 2017 zastąpił ją Pascal Gastien, zaś 13 marca 2019 – po prawie 14 latach rządów Claude’a Michy’ego - funkcję prezesa klubu objął Szwajcar Ahmet Schaefer. W sezonie 2020/21, po zajęciu 2. miejsca w Ligue 2, drużyna uzyskała po raz pierwszy awans do Ligue 1, a w swoim debiutanckim meczu na tym szczeblu, rozegranym 8 sierpnia 2021 na Stade Matmut-Atlantique w Bordeaux, pokonała miejscowe Girondins 2:0. W najwyższej lidze drużyna występowała do sezonu 2023/2024, po którym spadła do Ligue 2.

## Sukcesy
- Ligue 2 (D2):
  - Wicemistrz (1): 2020/21
- Championnat National (D3):
  - Mistrz (2): 2001/02, 2006/07
- Puchar Francji:
  - Półfinalista (1): 1945/46 (jako Stade clermontois)
  - Ćwierćfinalista (2): 1996/97, 2004/05
- Puchar Ligi Francuskiej:
  - Ćwierćfinalista (1): 2004/05

## Obecny skład
Stan na 22 stycznia 2024
| Nr | Poz. | Piłkarz                       |
| -- | ---- | ----------------------------- |
| 1  | BR   | Massamba Ndiaye               |
| 2  | OB   | Mehdi Zeffane                 |
| 3  | OB   | Neto Borges                   |
| 5  | OB   | Maximiliano Caufriez          |
| 6  | PO   | Habib Keïta                   |
| 7  | PO   | Yohann Magnin                 |
| 8  | NA   | Bilal Boutobba                |
| 9  | NA   | Komnen Andrić                 |
| 10 | NA   | Muhammed Cham                 |
| 11 | NA   | Jim Allevinah                 |
| 12 | PO   | Maxime Gonalons (wicekapitan) |
| 15 | OB   | Cheick Oumar Konaté           |

| Nr | Poz. | Piłkarz                                    |
| -- | ---- | ------------------------------------------ |
| 16 | BR   | Théo Borne                                 |
| 17 | OB   | Andy Pelmard                               |
| 18 | NA   | Elbasan Rashani                            |
| 21 | OB   | Florent Ogier (kapitan)                    |
| 22 | OB   | Yoël Armougom                              |
| 23 | NA   | Shamar Nicholson (wyp. ze Spartaka Moskwa) |
| 25 | PO   | Johan Gastien (2. wicekapitan)             |
| 26 | NA   | Alan Virginius (wyp. z Lille OSC)          |
| 36 | OB   | Alidu Seidu                                |
| 91 | NA   | Jérémie Bela                               |
| 95 | NA   | Grejohn Kyei                               |
| 99 | BR   | Mory Diaw                                  |

### Piłkarze na wypożyczeniu
| Nr | Poz. | Piłkarz                                              |
| -- | ---- | ---------------------------------------------------- |
| 19 | PO   | Yadaly Diaby (w Austrii Lustenau do 30 czerwca 2024) |
| 20 | PO   | Aïman Maurer (w USL Dunkerque do 30 czerwca 2024)    |

| Nr | Poz. | Piłkarz                                              |
| -- | ---- | ---------------------------------------------------- |
| 40 | BR   | Ouparine Djoco (w Francs Borains do 30 czerwca 2024) |
| 31 | PO   | Baïla Diallo (w Austrii Lustenau do 30 czerwca 2024) |

## Reprezentanci kraju grający w klubie
- Malek Ait-Alia
- Ali Boulebda
- Sabri Tabet
- Titi Buengo
- Sylvain Remy
- Benoît Tardieu
- Serge Chiesa
- Bernard Diomède
- Corentin Martins
- Schumann Bah
- Marcel Mahouvé
- Bruce Abdoulaye
- Omar Diantete
- Mustapha Yatabaré
- Rachid Hamdani
- Moise Kandé
- Ahmed Sidibe
- Kola Adams
- Andrzej Szarmach
- Mouhamadou Diaw
- Ludovic Assemoassa
- Affo Erassa